# جالين ميلز
جالين ميلز (من مواليد 6 افريل 1994 في دالاس، تكساس) أمريكي الجنسية وهو لاعب متميز في كرة القدم امريكي يلعب كظهير ركن في الدوري الوطني لكرة القدم (NFL) لفريق نيو إنجلاند باتريوتس.